# Сид, Уго
Уго Сид Санчес (исп. Hugo Cid Sánchez; 3 июля 1991 года, Веракрус) — мексиканский футболист, играющий на позиции защитника.

## Клубная карьера
Уго Сид начинал свою карьеру футболиста в мексиканском клубе «Альбинегрос де Орисаба». В середине 2011 года он перешёл в команду лиги Ассенсо МХ «Ла-Пьедад», а спустя два года — в «Веракрус». 21 июля 2013 года он дебютировал в мексиканской Примере, выйдя в основном составе в домашнем матче с «Чьяпасом». 7 мая 2016 года Сид забил свой первый гол на высшем уровне, открыв счёт в домашнем поединке против клуба «Монаркас Морелия».

## Достижения
«Ла-Пьедад»
- Победитель Ассенсо МХ (1): 2012/13

 «Веракрус»
- Обладатель Кубка Мексики (1): Кл. 2016